# انتخابات مجلس الشيوخ الموريتاني 2007
نظمت انتخابات مجلس الشيوخ غير المباشرة في موريتانيا في 21 يناير 2007 ، وأجري الشوط الثاني في 4 فبراير 2007. ويضم مجلس الشيوخ 56 مقعدا. يتم انتخاب أعضائه من طرف3688 مستشارًا بلديًا ،  باستثناء ثلاثة (يمثلون الموريتانيين في الخارج) تم اختيارهم من قبل أعضاء مجلس الشيوخ المنتخبين.

## الحملة الانتخابية
امتدت فترة إيداع الترشيحات من 12 ديسمبر / كانون الأول إلى منتصف ليل 21 ديسمبر / كانون الأول 2006. وتم إيداع 187 قائمة من المرشحين، بما في ذلك 133 من المستقلين و 54 تابعة للأحزاب أو الائتلافات. 170 قائمة للمشاركة: 118 قائمة للمستقلين و 37 للأحزاب و 15 للائتلافات. وبدأت الحملة الانتخابية في منتصف ليل 4 يناير واستمرت حتى 19 يناير.

## النتائج
تم انتخاب 38 عضوا في الشوط الأول؛ حصل المستقلون عن تحالف الميثاق على 23 مقعدًا، فيما فاز الحزب الجمهوري من أجل الديمقراطية والتجديد، الذي كان الحزب الحاكم خلال رئاسة معاوية ولد سيد أحمد الطايع، بثلاثة مقاعد فقط  وائتلاف قوى المعارضة من أجل التغيير الديمقراطي (بما في ذلك تجمع القوى الديمقراطية ) حصل على 11 مقعدًا.
ومن بين 15 مقعدا حُسمت في الشوط الثاني، فاز 11 مقعدا من قبل الميثاق المستقل وأربعة من قبل CFCD. نتج عن ذلك المجاميع التالية:
تم إلغاء التصويت على مقعد واحد بسبب مخالفات وكان من المقرر إجراؤه مرة أخرى في وقت لاحق. وبلغت نسبة المشاركة بين أعضاء المجالس الذين صوتوا في الانتخابات 97.94٪. تم انتخاب أعضاء مجلس الشيوخ الثلاثة الذين يمثلون الموريتانيين في الخارج من قبل مجلس الشيوخ في 9 يونيو.
| حزب، حفلة | حزب، حفلة                                   | الجولة الأولى | الجولة الأولى | الجولة الأولى | الجولة الثانية | الجولة الثانية | الجولة الثانية | مجموع </br> المقاعد |
| حزب، حفلة | حزب، حفلة                                   | الأصوات       | ٪             | مقاعد         | الأصوات        | ٪              | مقاعد          | مجموع </br> المقاعد |
| --------- | ------------------------------------------- | ------------- | ------------- | ------------- | -------------- | -------------- | -------------- | ------------------- |
|           | الميثاق                                     | 2،258         | 63.14         | 23            | 1،081          | 69.79          | 11             | 34                  |
|           | تجمع القوى الديمقراطية والحلفاء             | 365           | 10.21         | 5             | 98             | 6.33           | 1              | 6                   |
|           | تكتل القوى الديمقراطية - UFP                |               |               |               | 76             | 4.91           | 1              | 1                   |
|           | الحزب الجمهوري من أجل الديمقراطية والتجديد  | 231           | 6.46          | 3             |                |                |                | 3                   |
|           | اتحاد قوى التقدم                            | 129           | 3.61          | 1             | 29             | 1.87           | 0              | 1                   |
|           | تحالف القوى من أجل التغيير الديمقراطي       | 83            | 2.32          | 3             |                |                |                | 3                   |
|           | حزب الاتحاد والتغيير الموريتاني وحلفاؤه     | 31            | 0.87          | 1             | 103            | 6.65           | 2              | 3                   |
|           | الاتحاد من أجل الديمقراطية والتقدم والحلفاء | 28            | 0.78          | 1             |                |                |                | 1                   |
|           | التحالف الشعبي التقدمي والحلفاء             | 12            | 0.34          | 1             |                |                |                | 1                   |
|           | ممثلو الشتات                                | -             | -             | -             | -              | -              | -              | 3                   |
| مجموع     | مجموع                                       | 3،137         | 100           | 38            | 1،387          | 100            | 15             | 56                  |

## ما بعد النتيجة
انتخب النائب البرلماني عن دائرة مقامة با مامادو إمباري، رئيسا لمجلس الشيوخ في 26 أبريل 2007. وصوت له 40 من أعضاء مجلس الشيوخ، بينما صوت 11 ل أحمد سالم ولد بكر، عضو مجلس الشيوخ عن [بوتلميت]]. وانتخب الأعضاء السبعة الآخرون في مكتب مجلس الشيوخ في وقت لاحق من نفس اليوم ، بأغلبية 41 صوتا مقابل 11. وتم انتخاب السيناتور نعمة حم ولد الشيخ سعد بوه نائبا أول للرئيس، وانتخب شيخ مقاطعة روصو محمد الحسن ولد الحاج نائبا ثانيا للرئيس، والشيخة عن مقاطعة تفرغ زينة الرفعة بنت أحمد نالا نائبا ثالثا للرئيس.